# ایروا
ایروا (به انگلیسی: Airwa) یک منطقهٔ مسکونی در هند است که در اوتار پرادش واقع شده‌است.